# 马西亚斯的剥皮 (布龙齐诺)

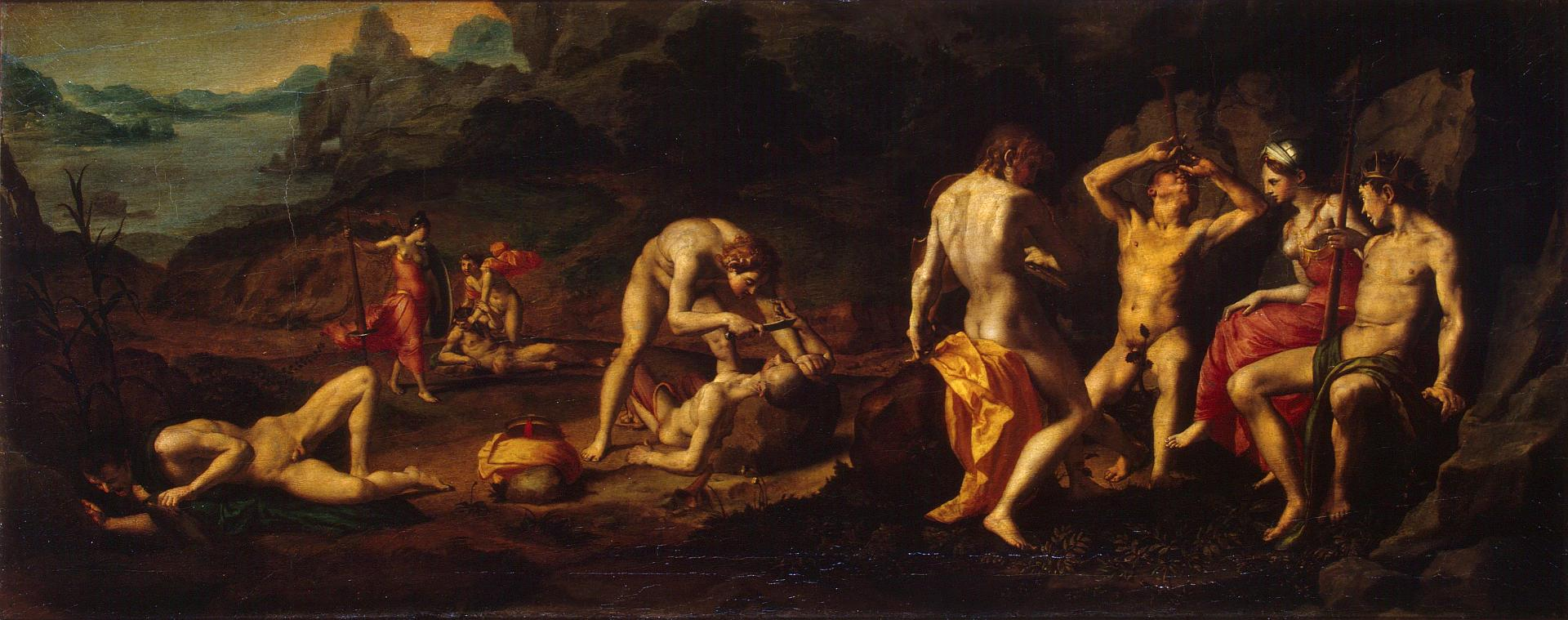

'《马西亚斯的剥皮》是佛罗伦萨文艺复兴时期艺术家 布龙齐诺的一幅布面油画,，绘制于 1531 年，尺寸为48 cm  × 119 cm，描绘 萨堤尔 鲁莽地向希腊众神发起音乐竞赛的挑战，马西亚斯失败后，阿波罗活剥了他的皮。这幅画现藏于俄罗斯圣彼得堡冬宫博物馆。